# Dave Sexton
David "Dave" Sexton, właśc. David James Sexton (ur. 6 kwietnia 1930 w Londynie, zm. 25 listopada 2012) – angielski piłkarz i trener.

## Kariera sportowa
Karierę rozpoczynał w angielskim klubie West Ham United, a następnie grał w Luton Town, Leyton Orient, Brighton & Hove Albion oraz Crystal Palace.
Był trenerem londyńskiej Chelsea; wprowadził ten klub do 1 ligi angielskiej (Premiership). Z drużyną wywalczył puchar Anglii, które dawało londyńskiemu klubowi udział w europejskich rozgrywkach Pucharu Zdobywców Pucharów, gdzie w 1971 zdobył trofeum pokonując w finale Real Madryt.